# Al-Sayed
Al-Sayed (Hebreeuws: א - סייד, Arabisch: ابو قرينات) is een dorp dat behoort tot de regionale raad van Al-Kasom. Al-Sayed ligt in het noordelijke deel van de Negev, tussen de steden Arad en Beër Sjeva.

## Foto's

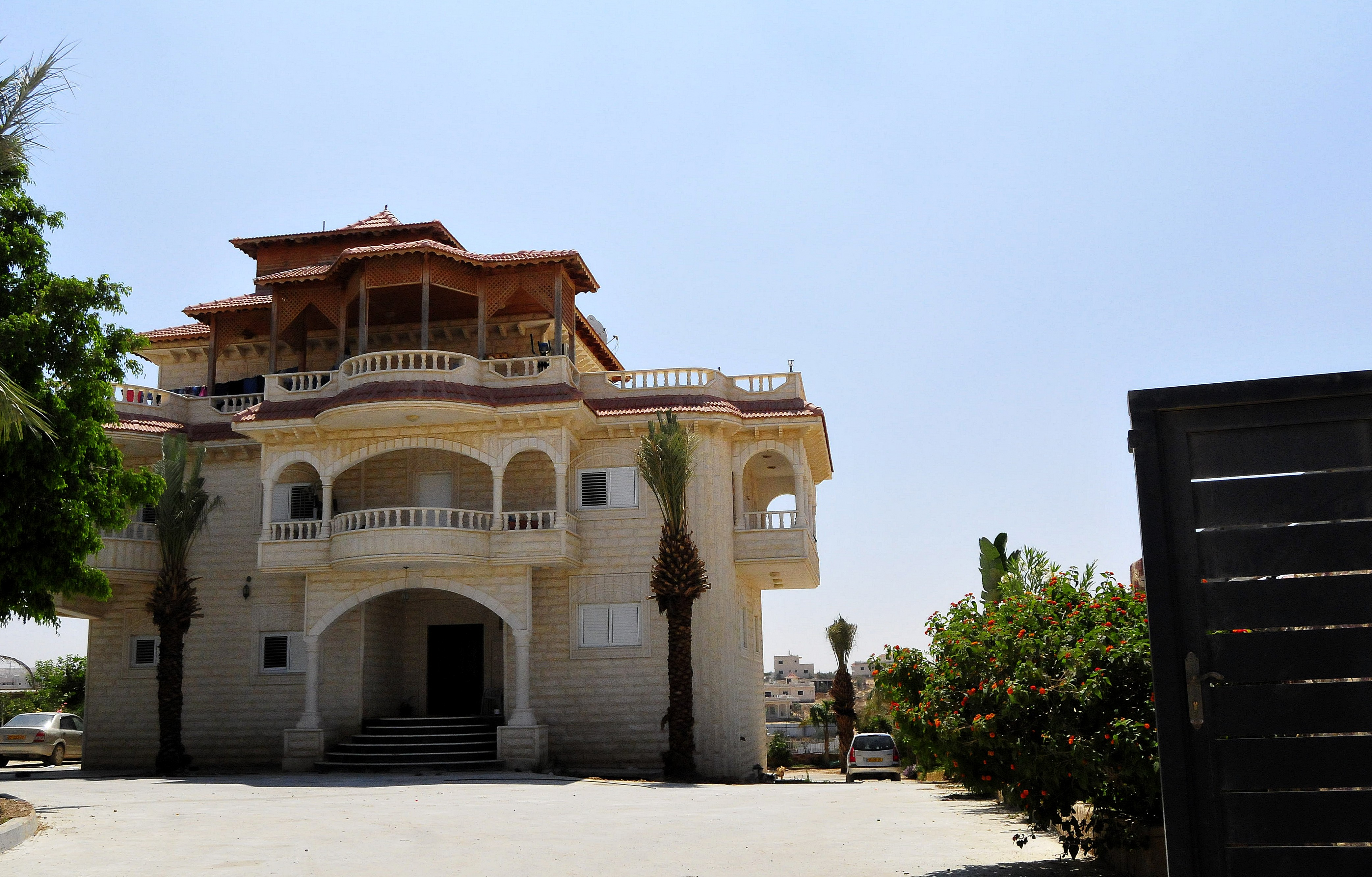
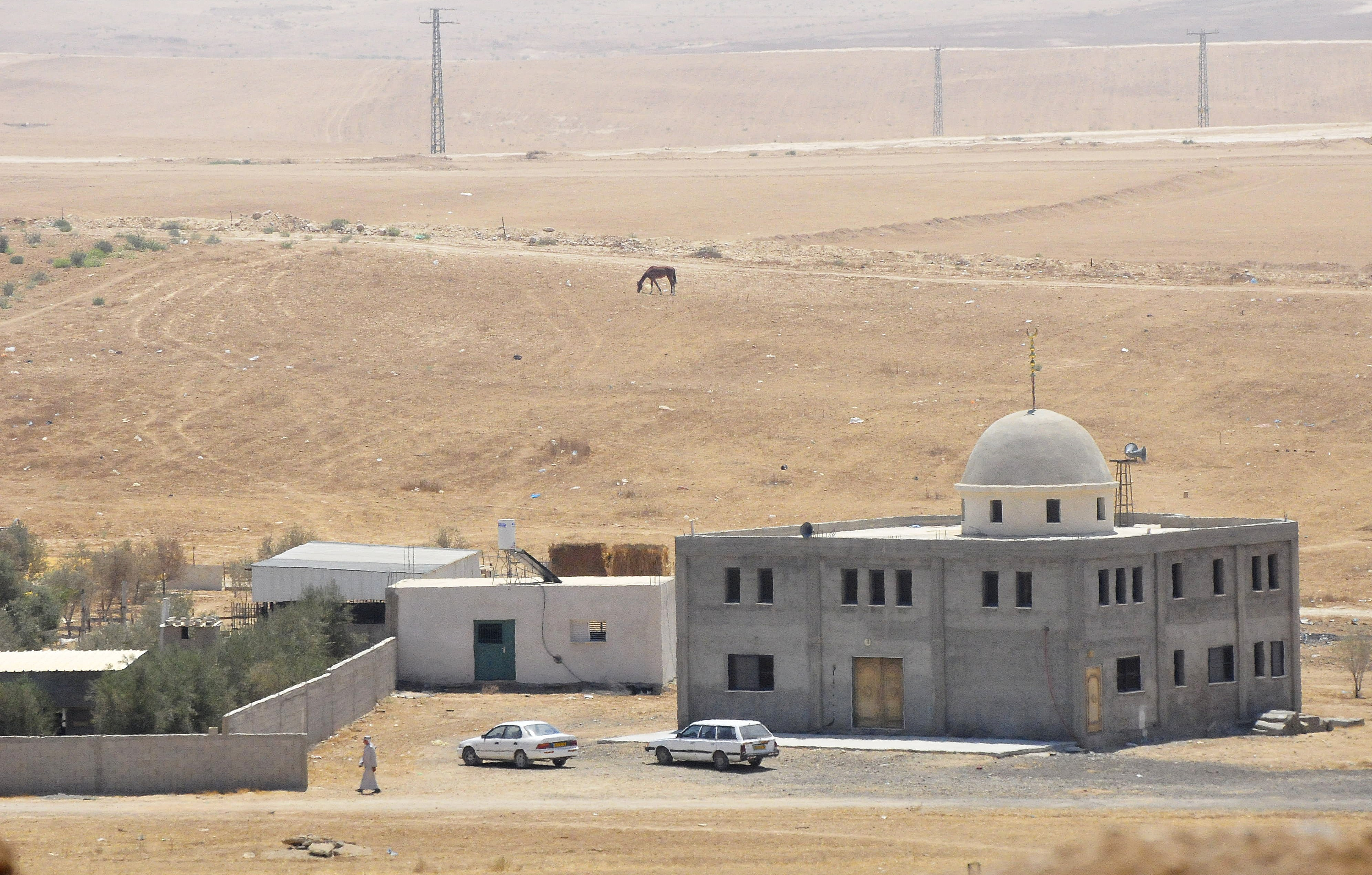
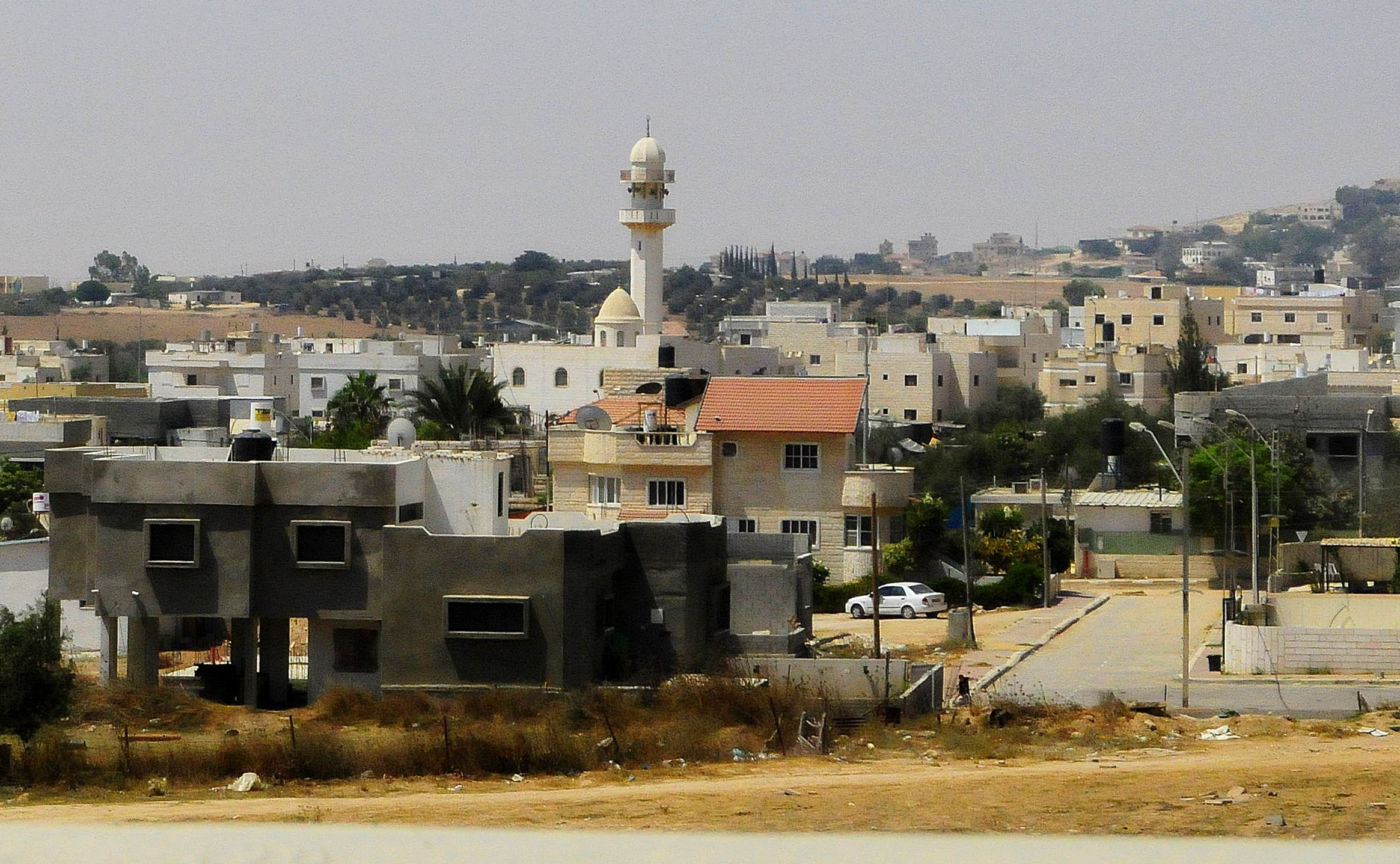
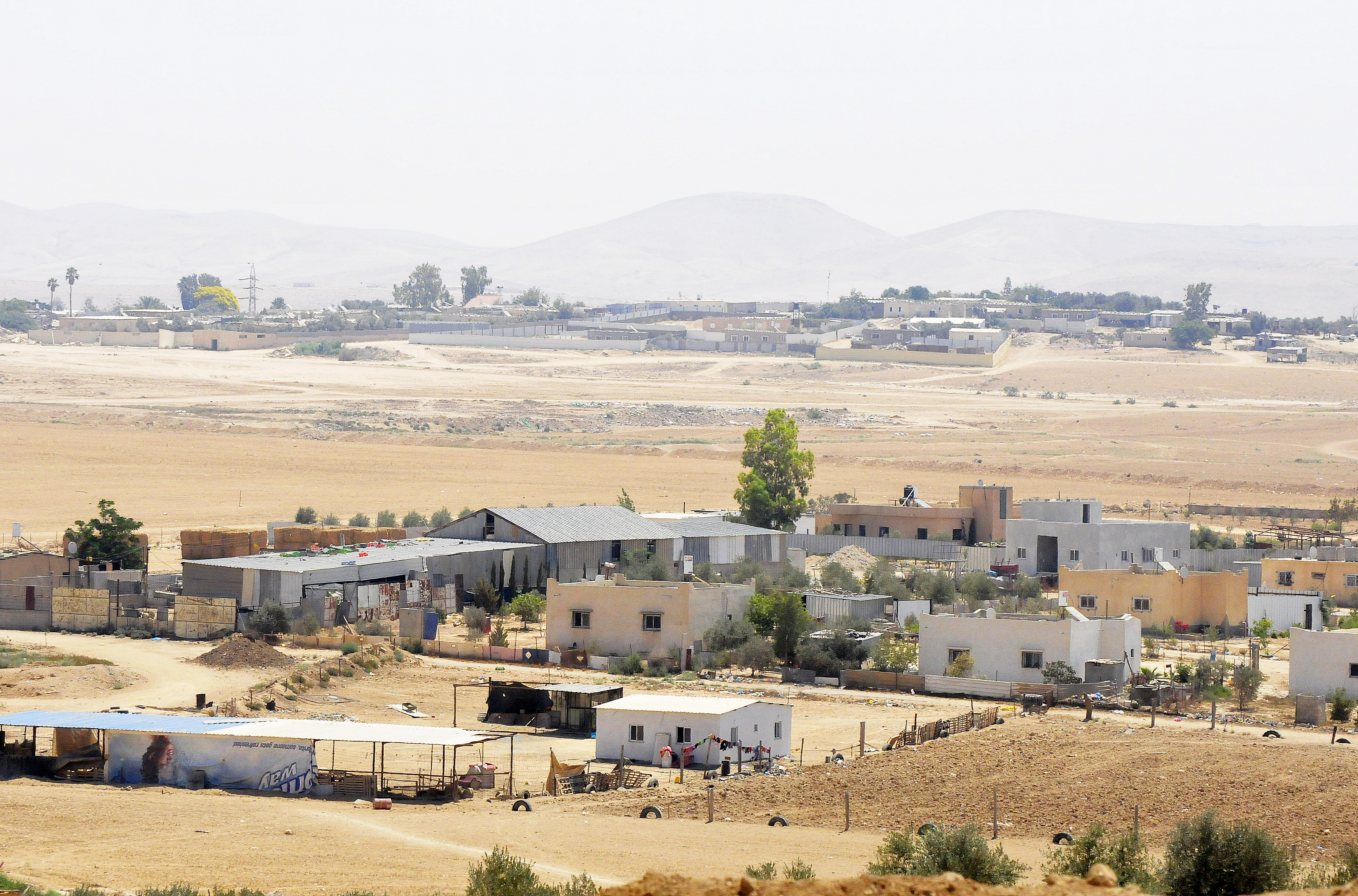
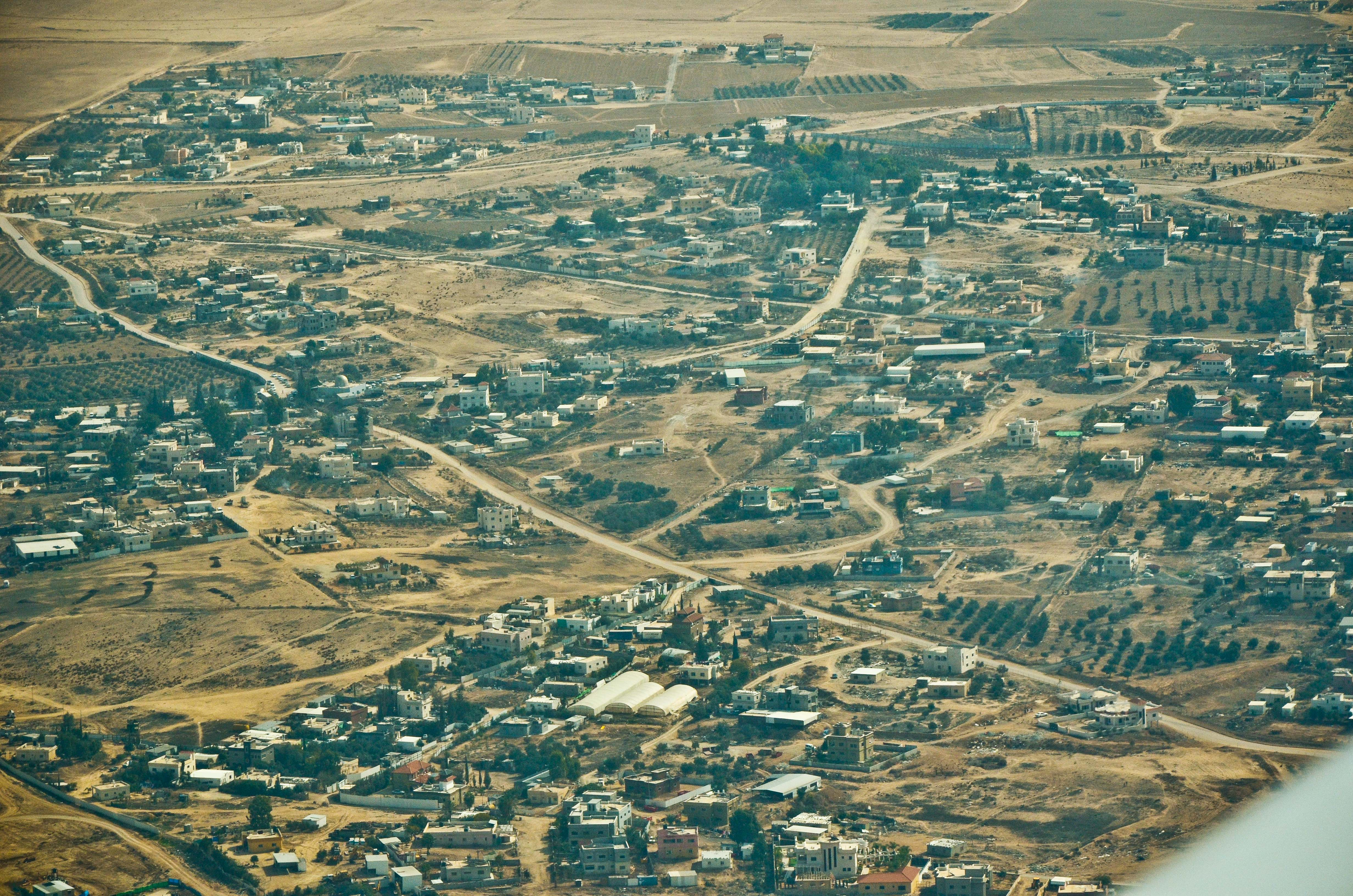

Al-Sayed · Derig'at · Kukhleh · Makhul · Mulada · Tirabin al-Sana · Umm Batin